# 孟楷
孟楷（？—883年），唐末黃巢起义军將領，驍勇善戰。
金統元年底（881年初）黃巢既位大齊皇帝，任尚書僕射，是黃巢的重要助手。後率部歼灭攻城的唐军，击破党項及鄜延兵於富平（今陝西省富平縣）。起義軍自長安撤退，孟楷率軍萬餘人為前鋒攻蔡州（今河南省汝南縣），击败節度使秦宗權，宗權投降。又移兵轉攻陳（今河南淮阳），與陳州刺史赵犨激戰，趙犨佯弱，小退连连，伺其無備，襲擊之，孟楷终於項城（位河南省周口市東南）战败被俘遇害。
黃巢聞知孟楷遇害，大怒，部隊屯於溵水，“掘塹五重，百道攻之”，誓為孟楷報仇。雙方激戰三百日，竟難分難解，種下黃巢日後失敗的禍根。